# Saint-Mathieu-du-Parc
Saint-Mathieu-du-Parc är en kommun i provinsen Québec i Kanada. Den ligger i regionen Mauricie, i den sydöstra delen av landet, 250 km nordost om huvudstaden Ottawa.